# A255 (motorväg, Tyskland)

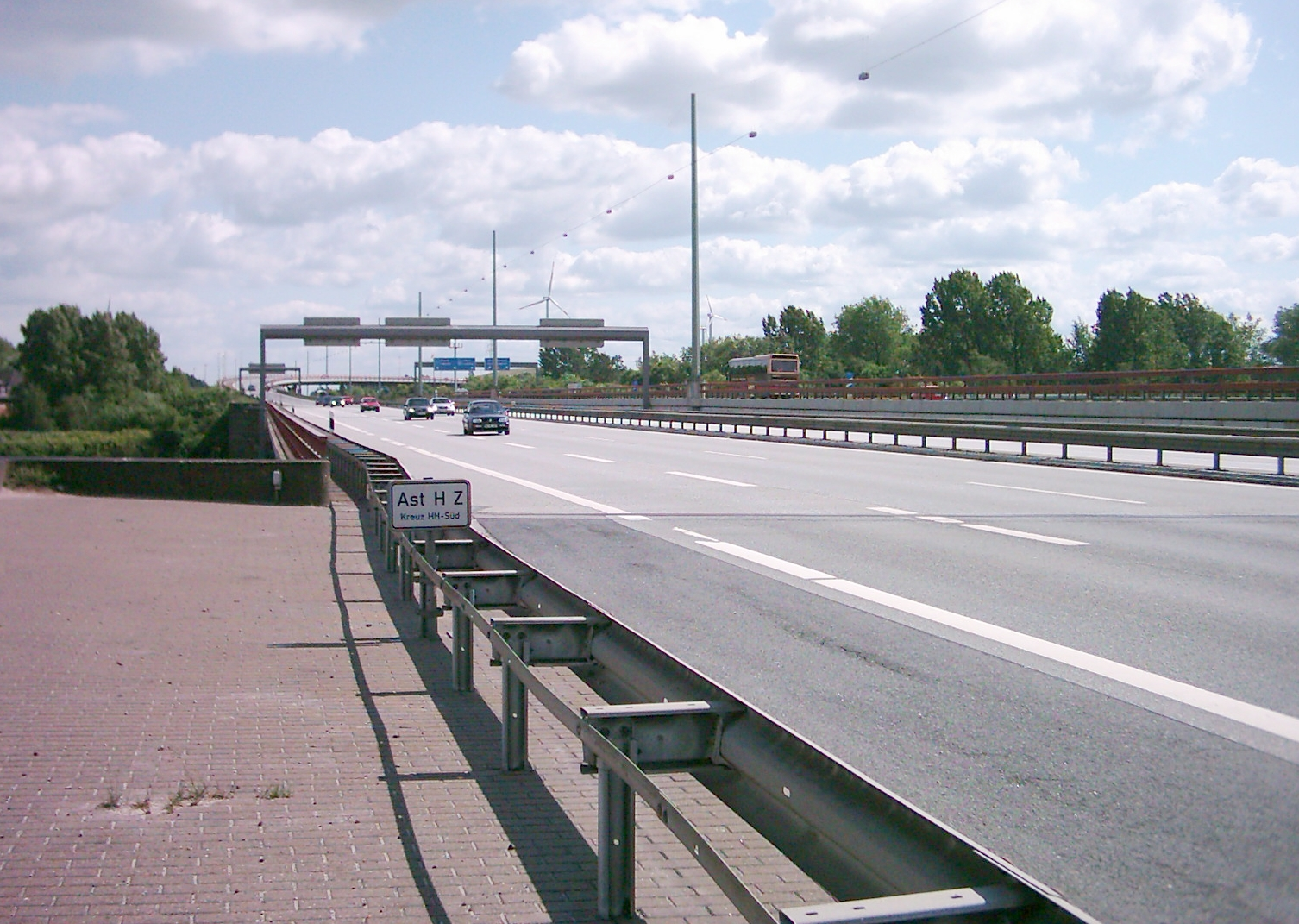
Bild på motorvägen A255 vid korsningen Hamburg-Süd

A255 är en motorväg i Hamburg i Tyskland. Den är två kilometer lång och leder ut trafik ifrån centrum till motorvägen A1.